# Il nome del figlio
Il nome del figlio è un film del 2015, diretto da Francesca Archibugi.
È l'adattamento della pièce teatrale Le Prénom di Alexandre de La Patellière e Matthieu Delaporte, dal quale era già stato tratto il film francese Cena tra amici. Il film è uscito il 22 gennaio 2015.

## Trama
Paolo Pontecorvo, figlio di un parlamentare di sinistra sopravvissuto all'Olocausto e morto anni prima, è un agente immobiliare di successo con la battuta pronta e il vizio della beffa. Lui e la moglie Simona, aspirante scrittrice, aspettano un bambino. In occasione di una cena organizzata a casa di Betta e Sandro, sorella e cognato di Paolo alla quale partecipa anche l'amico Claudio, il protagonista comunica con enfasi il nome scelto per il nascituro: Benito. In realtà si tratta solo di uno scherzo. I commensali, tutti legati alla memoria del Ventennio, non reagiscono bene davanti a quel nome. Dibattito e scambio di idee degenerano presto in una messa in discussione di valori, scelte e persone, che non mancano di offendere e ferire tutti. Ognuno infatti ha un segreto nascosto che in qualche modo riguarda anche gli altri e che potrebbe compromettere i loro rapporti. La riconciliazione nel gruppo arriva contemporaneamente alla nascita del bambino, che in realtà è una femmina.

## Produzione
Il film è stato prodotto da Indiana Production in coproduzione con Lucky Red e Motorino Amaranto. Le riprese sono cominciate nel maggio del 2014.

## Promozione
Il 22 dicembre 2014 è stato diffuso online il primo trailer del film.

## Colonna sonora
Nel film è presente la canzone di Lucio Dalla Telefonami tra vent'anni, che fa da collante tra passato e presente.

## Riconoscimenti
- 2015 - David di Donatello
  - Nomination Migliore attore protagonista a Alessandro Gassmann
  - Nomination Migliore attrice non protagonista a Micaela Ramazzotti
  - Nomination Migliore attore non protagonista a Luigi Lo Cascio
  - Nomination Miglior sonoro a Remo Ugolinelli
- 2015 - Nastro d'argento
  - Migliore attore protagonista a Alessandro Gassmann
  - Migliore attrice non protagonista a Micaela Ramazzotti
  - Nomination Migliore commedia a Francesca Archibugi
  - Nomination Migliore sceneggiatura a Francesca Archibugi e Francesco Piccolo
  - Nomination Miglior montaggio a Esmeralda Calabria
- 2015 - Globo d'oro
  - Nomination Migliore commedia a Francesca Archibugi
  - Nomination Migliore attrice a Micaela Ramazzotti
- 2015 - Ciak d'oro
  - Nomination Migliore attrice non protagonista a Micaela Ramazzotti
  - Nomination Migliore sceneggiatura a Francesca Archibugi e Francesco Piccolo
  - Nomination Migliore fotografia a Fabio Cianchetti
  - Nomination Miglior montaggio a Esmeralda Calabria
  - Nomination Migliore sonoro in presa diretta a Remo Ugolinelli e Simone Carnesecchi
- 2015 - Premio Suso Cecchi d'Amico - Castiglioncello
  - Miglior sceneggiatura